# Jelle Vermoote
Jelle Vermoote (Pervijze, 29 agosto 2001) è un ciclista su strada e ciclocrossista belga, che corre per il team Wagner Bazin WB.

## Palmarès

### Strada
- 2022 (ACROG-Tormans, due vittorie)

Circuit des Quatre Cantons
1ª tappa Vuelta a Hispania Sub-23 (El Espinar > Arévalo)

#### Altri successi
- 2023 (Circus-ReUz-Technord)

Classifica giovani Province Cycling Tour

### Cross
- 2017-2018

Grand Prix G.I.L. Immobilière, Junior (Pétange)
- 2018-2019

Grand Prix Poprad, Junior (Poprad)

## Piazzamenti

### Classiche monumento
- Giro delle Fiandre

2024: ritirato
2025: ritirato
- Parigi-Roubaix

2024: ritirato

### Competizioni mondiali
- Campionati del mondo di ciclocross

Bogense 2019 - Junior: 31º

### Competizioni continentali
- Campionati europei su strada

Anadia 2022 - In linea Under-23: 74º
Drenthe 2023 - Staffetta: 7º
Drenthe 2023 - In linea Under-23: 47º
- Campionati europei di ciclocross

Rosmalen 2018 - Junior: 4º